# Louis Kotra Uregei
Louis Kotra Uregei, surnommé LKU ou Loulou (né le 4 février 1951 à Nouméa et mort le 20 octobre 2022 au Plessis-Robinson), est un homme d'affaires français, homme politique et syndicaliste kanak indépendantiste de Nouvelle-Calédonie.

## Biographie

### Syndicalisme
Louis Kotra Uregei découvre les idées de gauche et le communisme en particulier pendant sa courte période étudiante à l'issue de laquelle il rentre en Nouvelle-Calédonie pour y fonder le 5 décembre 1981 l'Union syndicale des travailleurs kanaks et des exploités (USTKE), syndicat indépendantiste associé au FLNKS jusqu'en 1989 et rapidement devenu l'un des plus importants de Nouvelle-Calédonie. Ses détracteurs, tant pro qu'anti-indépendantistes, lui reprochent d'user de méthodes radicales, d'être intransigeant dans le dialogue social, de mêler trop fortement revendications syndicales et politiques, mais aussi, selon l'avocat et universitaire spécialiste de l'outre-mer français Jean-Loup Vivier, « d'utiliser le syndicat pour gêner ses concurrents et servir ses propres entreprises ». Par exemple, un important conflit social en juillet-août 2004 est lancé par l'USTKE. Est ainsi organisé le blocage du port autonome de Nouméa, d'axes de communications routières, de l'aéroport international de Nouméa - La Tontouta et des accès aux réserves de carburants, ainsi que des cessations de service à la station locale de RFO, dans la collecte des déchets et au Centre hospitalier territorial. La revendication porte sur la dénonciation d'un accord passé entre trois affréteurs et la compagnie maritime et société d'acconage Sofrana Unilines, ce qui, pour le syndicat, menace les emplois de Manutrans, dirigée par Louis Kotra Uregei et concurrente de la Sofrana (par ailleurs elle aussi propriété d'une personnalité politique locale, Didier Leroux, anti-indépendantiste devenu le mois précédent membre du gouvernement néo-calédonien chargé de l'économie). Le conflit s'arrête lorsque Manutrans obtient le marché d'acconage des bâtiments de l'un des trois affréteurs. Le syndicat et son fondateur sont alors ouvertement critiqués par des responsables indépendantistes kanak. Le membre du gouvernement et président du conseil d'administration du port autonome Gérald Cortot, membre du FLNKS et en son sein de l'Union calédonienne (UC), déclare qu'il est « ennuyeux que l'outil public soit pris en otage par rapport à des problèmes d'ordre personnel ». Plus tard, pour un nouveau blocage au port, Paul Néaoutyine, le président de l'assemblée de la Province Nord et chef de file d'une autre composante du FLNKS, demande l'intervention des forces de l'ordre pour déloger le syndicat. En retour, Uregei et l'USTKE critiquent le FLNKS en lui reprochant de se notabiliser et en présentant ses dirigeants comme des « politicards dits indépendantistes [...] devenus des alliés zélés du pouvoir colonial ». Louis Kotra Uregei entretient également de solides réseaux en métropole, notamment au sein de l'extrême-gauche anticapitaliste et du mouvement altermondialiste, incarnés par le soutien et l'amitié de José Bové.

### Politique
En 2007, Louis Kotra Uregei fonde le Parti travailliste de Nouvelle-Calédonie avec le soutien de nombreux membres de l'USTKE et certaines personnes originaires de la société civile. Il mène la liste de ce mouvement à Lifou pour les élections municipales de mars 2008, arrivant en deuxième position derrière la liste FLNKS du maire sortant et président de province Néko Hnepeune lors des deux tours, avec successivement 1 043 voix (18,82 % des suffrages exprimés) puis 1 533 votes (25,4 %) pour 4 élus, devenant ainsi conseiller municipal. 
De même, il est la tête de liste de son parti dans les îles Loyauté à l'occasion des élections provinciales du 10 mai 2009. Il obtient alors 2 872 voix, le résultat le plus important obtenu par les travaillistes au cours de ce scrutin, soit 20,06 % des suffrages exprimés et 2 sièges sur 14. Il est pour sa part élu à l'assemblée de province et au Congrès pour la première fois. Le scrutin des îles Loyauté étant annulé par le Conseil d'État le 16 octobre 2009 en raison d'irrégularités dans les procès-verbaux des opérations de dépouillementet de recours injustifiés au vote par procuration, en infraction au code électoral, dans certaines communes. 
Une élection partielle est donc organisée le 6 décembre 2009 : la liste travailliste, toujours menée par Louis Kotra Uregei, arrive en seconde position juste derrière l'UC et augmente son score de mai de plus de 400 voix (avec 3 295 votes) et de 3 points (23,44 %), gagnant ainsi un siège supplémentaire. L'ensemble des autres formations élues (l'UC, le LKS et l'Union pour le Renouveau de Jacques Lalié) s'allient pour reconduire Néko Hnepeune à la présidence de l'Assemblée provinciale, laissant le Parti travailliste seul dans l'opposition. 
À partir de 2009, le Parti travailliste et LKU se rapprochent du groupe FLNKS (dominé par l'UC) de Rock Wamytan au Congrès. Ils s'allient pour le renouvellement du bureau de cette institution le 13 juillet 2010, Uregei devenant l'un des deux secrétaires, puis présentent des listes communes pour les élections des 9e, 10e et 11e gouvernements formés depuis l'Accord de Nouméa, en mars-avril 2011 (l'un des membres du parti, Georges Mandaoué, est alors élu au sein de ces exécutifs). Le 1er avril 2011, alors que Rock Wamytan obtient la présidence du Congrès avec le soutien du Parti travailliste mais aussi des anti-indépendantistes du Rassemblement-UMP et de l'Avenir ensemble, Louis Kotra Uregei devient pour sa part le 6e vice-président de l'Assemblée territoriale. Cette élection est annulée par le Conseil d'État, et un nouveau renouvellement est organisé le 19 août 2011 : Rock Wamytan est réélu président, tandis que Louis Kotra Uregei passe de la 6e à la 8e vice-présidence. Il obtient de plus la semaine suivante la présidence de la commission intérieure des Sports. Au renouvellement suivant du bureau du Congrès, le 29 août 2012, qui voit Rock Wamytan perdre la présidence de l'institution au profit de Gérard Poadja de Calédonie ensemble, Louis Kotra Uregei perd sa vice-présidence et redevient questeur. Il en démissionne toutefois le 30 août 2013, estimant son parti lésé par les deux groupes politiques issus du FLNKS (notamment le fait de n'avoir pas obtenu d'abaisser le quota minimal pour former un groupe afin d'en faire bénéficier les quatre élus travaillistes, mais aussi un trop faible nombre de présidences de commissions accordées à son mouvement selon lui).
Pour les échéances de 2014 (municipales de mars puis provinciales de mai), mettant en avant le slogan de son parti « Kanaky 2014 », il soutient la constitution de listes « nationalistes » dans les communes majoritairement anti-indépendantistes (en fait essentiellement d'union avec l'UC, le RDO et la DUS, tactique contestée à plusieurs endroits par le Palika, notamment à Nouméa) et dans la Province Sud, ainsi que la démarche portée par le président du Congrès Rock Wamytan de contester la présence de 6 720 personnes sur la liste électorale spéciale permettant de voter aux provinciales et jugées indûment inscrites par Rock Wamytan). Dans 11 communes, le Parti travailliste décide de partir seul, notamment à Lifou où Louis Kotra Uregei brigue pour la seconde fois la mairie.